# Apiomorpha
Apiomorpha är ett släkte av insekter. Apiomorpha ingår i familjen filtsköldlöss.

## Bildgalleri

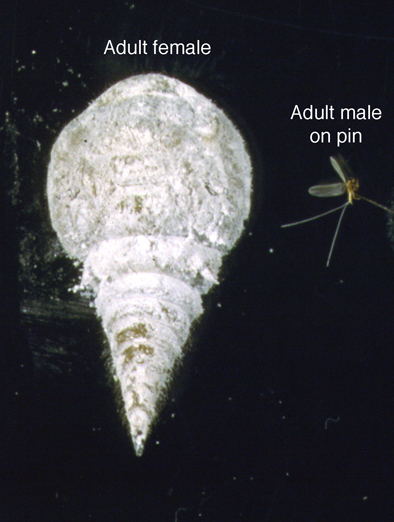

## Dottertaxa tillApiomorpha, i alfabetisk ordning[1]
- Apiomorpha amarooensis
- Apiomorpha annulata
- Apiomorpha attenuata
- Apiomorpha baeuerleni
- Apiomorpha calycina
- Apiomorpha conica
- Apiomorpha cucurbita
- Apiomorpha densispinosa
- Apiomorpha dipsaciformis
- Apiomorpha duplex
- Apiomorpha excupula
- Apiomorpha frenchi
- Apiomorpha helmsii
- Apiomorpha hilli
- Apiomorpha intermedia
- Apiomorpha karschi
- Apiomorpha longiloba
- Apiomorpha macqueeni
- Apiomorpha maliformis
- Apiomorpha malleeacola
- Apiomorpha minor
- Apiomorpha ovicola
- Apiomorpha ovicoloides
- Apiomorpha pedunculata
- Apiomorpha pharetrata
- Apiomorpha pileata
- Apiomorpha pomaphora
- Apiomorpha regularis
- Apiomorpha rosaeforma
- Apiomorpha sessilis
- Apiomorpha sloanei
- Apiomorpha spinifer
- Apiomorpha strombylosa
- Apiomorpha subconica
- Apiomorpha tepperi
- Apiomorpha urnalis
- Apiomorpha variabilis
- Apiomorpha withersi